# 蒙莫朗西鎮區 (密歇根州)
蒙莫朗西鎮區（英語：Montmorency Township）是位於美國密歇根州蒙莫朗西縣的一個行政鎮區。

## 地方資料
蒙莫朗西鎮區的面積為363.60平方千米，當中陸地面積為353.80平方千米，而水域面積為9.80平方千米。根據2020年美國人口普查的數據，當地共有人口1016人，而人口密度為每平方千米2.79人。